# 한글비석로
한글비석로(Hangeulbiseok-ro)는 서울특별시 노원구 하계동과 상계동을 잇는 도로이다. 도로명은 도로가 지나는 곳에 보물 제1524호인 서울 이윤탁 한글영비가 있는 데에서 유래하였다.

## 노선
| 이름                                                          | 접속 노선                                      | 소재지        | 소재지        | 비고                          |
| 월계로와 직결                                                 | 월계로와 직결                                  | 월계로와 직결 | 월계로와 직결 | 월계로와 직결                 |
| ------------------------------------------------------------- | ---------------------------------------------- | ------------- | ------------- | ----------------------------- |
| 월계1교                                                       | 동부간선도로                                   | 서울특별시    | 노원구        |                               |
| -                                                             | 동일로207길                                    | 서울특별시    | 노원구        |                               |
| 하계5단지6단지 교차로                                         | 섬밭로                                         | 서울특별시    | 노원구        |                               |
| 하계역 교차로                                                 | 동일로                                         | 서울특별시    | 노원구        |                               |
| 을지병원 교차로                                               | 공릉로                                         | 서울특별시    | 노원구        |                               |
| 노원자동차검사소 교차로                                       | 공릉로62길                                     | 서울특별시    | 노원구        |                               |
| 대진고교앞 교차로                                             | 노원로                                         | 서울특별시    | 노원구        |                               |
| 서울시립과학관                                                |                                                | 서울특별시    | 노원구        |                               |
| 서라벌고교 교차로                                             | 한글비석로5길                                  | 서울특별시    | 노원구        |                               |
| 양지근린공원 교차로                                           | 노원로22길                                     | 서울특별시    | 노원구        |                               |
| 은행사거리                                                    | 중계로                                         | 서울특별시    | 노원구        |                               |
| -                                                             | - 중계로20길 - 중계로18길                      | 서울특별시    | 노원구        |                               |
| 중계주공4·5단지 교차로                                        | 덕릉로76길                                     | 서울특별시    | 노원구        |                               |
| 중계종합사회복지관 교차로                                     | 한글비석로14길                                 | 서울특별시    | 노원구        |                               |
| 삿갓봉근린공원 교차로                                         | 덕릉로                                         | 서울특별시    | 노원구        |                               |
| -                                                             | - 한글비석로19길 - 한글비석로20길 - 덕릉로83길 | 서울특별시    | 노원구        |                               |
| 상계역 교차로                                                 | 상계로                                         | 서울특별시    | 노원구        |                               |
| -                                                             | - 한글비석로23길 - 한글비석로24길              | 서울특별시    | 노원구        |                               |
| -                                                             | 한글비석로31길                                 | 서울특별시    | 노원구        |                               |
| -                                                             | 한글비석로41길                                 | 서울특별시    | 노원구        |                               |
| -                                                             | - 한글비석로47길 - 한글비석로48길              | 서울특별시    | 노원구        |                               |
| 온곡초교입구 교차로                                           | - 노원로34길 - 한글비석로52길                  | 서울특별시    | 노원구        |                               |
| -                                                             | 한글비석로54길                                 | 서울특별시    | 노원구        |                               |
| - 청원고등학교 - 청원중학교 - 청원여자고등학교 - 청원초등학교 |                                                | 서울특별시    | 노원구        |                               |
| -                                                             | 노원로83길                                     | 서울특별시    | 노원구        |                               |
| 상계주공12단지                                                |                                                | 서울특별시    | 노원구        |                               |
| 마들역 교차로                                                 | 동일로                                         | 서울특별시    | 노원구        |                               |
| 상계주공10단지                                                |                                                | 서울특별시    | 노원구        |                               |
| -                                                             | 동부간선도로                                   | 서울특별시    | 노원구        | 의정부 방면으로만 진출입 가능 |